# 오픈 유어 아이즈 (영화)
《오픈 유어 아이즈》(스페인어: Abre los ojos)는 1997년 개봉한 스페인, 프랑스, 이탈리아의 SF 심리 스릴러 영화이다. 알레한드로 아메나바르가 연출하고 마테오 힐이 각본을 썼으며, 에두아르도 노리에가, 페넬로페 크루스, 펠레 마르티네스, 나와 님리 등이 출연하였다.
1999년 제13회 고야상에서 작품상, 감독상, 각본상, 남우 주연상을 포함해 총 10개 부문에 후보로 지명되었다.
할리우드 리메이크작인 《바닐라 스카이》가 제작되어 2001년 개봉했다. 캐머런 크로 감독, 톰 크루즈 주연작이며, 페넬로페 크루스가 원작과 같은 역할로 재출연하였다.

## 줄거리
잘생기고 매력적인 한 청년이 어느 날 밤 누군가 “눈을 떠”라고 말하는 소리에 잠에서 깬다. 이후 그는 텅 빈 도시를 거닐고, 또 다른 잠에서 깨어난다. 그는 같은 침대에 있던 여인에게 알람 시계에 메시지를 남기지 말라고 한다.
영화는 마드리드 감옥에 수감된 25살 청년 세사르가 정신과 의사에게 자신의 이야기를 털어놓으면서 본격적으로 시작된다. 그는 현재 보철 가면을 쓰고 있는데, 회상 장면을 통해 다음과 같은 그의 과거 삶이 드러난다. 젊고 여자들에게 인기가 많은 부자 세사르는 자신의 생일 파티에서 친구 펠라요의 데이트 상대인 소피아에게 호감을 느끼고, 그날 밤을 그녀의 집에서 보내지만 관계를 갖지는 않는다. 다음 날 아침 전 여자친구 누리아가 나타나 드라이브와 잠자리를 제안한다. 그러나 질투심에 사로잡힌 누리아는 세사르와 함께 죽으려고 고의로 교통 사고를 내고, 세사르는 얼굴이 끔찍하게 망가진다. 성형 수술로도 회복이 불가능하자 세사르는 가면을 쓰고 다니고, 소피아는 그 모습을 견디지 못하고 거리를 두려 한다.
이후 세사르는 현실과 환상을 구분하기 어려울 정도로 혼란스러운 경험을 하게 된다. 어느 날 밤 세사르가 술에 취해 길에서 잠든 후 깨어나니 모든 것이 달라져 있다. 소피아가 자신을 사랑한다고 말하고, 얼굴도 수술로 이전처럼 돌아온 것이다. 하지만 소피아와 사랑을 나누던 중 갑자기 그녀가 누리아로 변하고, 세사르는 공포에 질려 그녀를 베개로 질식시켜 죽인다. 그러나 주변 사람들은 그간 그들이 소피아라고 지칭해 온 여성은 바로 이 누리아라고 주장한다. 세사르는 살인죄로 감옥에 갇힌다.
감옥에서 세사르는 꿈을 꾸는 것처럼 과거의 단편적인 기억들을 떠올리고, 자신이 인체 냉동 보존술을 제공하는 미국 회사 라이프 익스텐션(Life Extension, L.E.)과 관련이 있다는 결론에 간신히 이른다. 세사르는 교도소 정신과 의사, 감시 역인 간수들을 대동하고 L.E.를 찾아간다. L.E. 대표는 세사르가 길에서 깨어난 직후 L.E.와 계약했으며, 그에 따라 L.E.는 세사르의 과거 삶에 기반해 생생한 가상 현실 꿈을 조장했고, 삽입된 기억이 그의 진짜 기억을 대체하였음을 알려준다. 그렇게 세사르는 냉동 보존 상태로 지난 150년을 보내 왔다는 것이다.
대표는 길에서 깨어났던 순간부터 지금까지의 모든 경험은 그저 꿈이며, 앞으로 이곳에서 계속 꿈을 꿀지 다시 깨어나기 위해 자살을 할지 선택하라고 한다. 결국 세사르는 이 모든 것은 자신이 구매했던 L.E.의 서비스가 제공하는 악몽이라고 확신하며, 악몽에서 깨어나기 위해 L.E.의 고층 건물 옥상에서 뛰어내린다.
영화는 다시 “눈을 떠”라는 여성의 목소리와 함께 검은 화면으로 끝을 맺는다.

## 출연진
- 에두아르도 노리에가 - 세사르 역
- 펠레 마르티네스 - 펠라요 역
- 페넬로페 크루스 - 소피아 역
- 나와 님리 - 누리아 역
- 트리스탄 우요아 - 카마레로 역
- 체테 레라 - 안토니오 역: 정신과 의사.
- 제라르 바레 - 뒤베르누아 역: L.E. 대표.

## 우리말 녹음
KBS 성우진 (2003년 7월 13일)
- 김승준 - 세사르 (에두아르도 노리에가)
- 이선 - 소피아 (페넬로페 크루스)
- 문선희 - 누리아 (나와 님리)
- 오인성 - 펠라요 (펠레 마르티네스)
- 장광 - 안토니오 (체테 레라)
- 이강식 - 뒤베르누아 (제라르 바레)
- 임종국
- 최병상
- 전인배
- 오길경
- 양석정